# Franz Scharl
Franz Scharl (né le 5 mars 1958 à Oberndorf bei Salzburg) est un évêque catholique autrichien, évêque auxiliaire de Vienne depuis 2006.

## Biographie
Il est le fils d'un agriculteur de Sankt Georgen. De 1972 à 1977, il va à l'école à Salzbourg puis fait son service militaire à Wals-Siezenheim. Ensuite il étudie à l'université de Vienne la philosophie et l'ethnologie. En 1982, il entame des études de théologie et entre au séminaire de Vienne quatre ans plus tard. Il reçoit le sacrement de prêtre le 29 juin 1990 dans la cathédrale Saint-Étienne de Vienne. Il devient après chapelain à Mödling et prêtre auxiliaire du diocèse de Wiener Neustadt. En 1997 et 1998, il est professeur de philosophie à l'université de Vienne où il a obtenu un doctorat en 1995. En 2000, il intègre la paroisse de Margareten.
Le pape Benoît XVI le nomme évêque auxiliaire de l'archidiocèse de Vienne et évêque titulaire d'Ierafi (de) le 9 février 2006. Il reçoit sa consécration des mains de l'archévêque Christoph Schönborn le 23 avril. Il choisit comme devise "Dieu est esprit". En tant qu'évêque auxiliaire, il devient aussi chanoine du chapitre de la cathédrale Saint-Étienne.

## Source, notes et références
- (de) Cet article est partiellement ou en totalité issu de l’article de Wikipédia en allemand intitulé « Franz Scharl » (voir la liste des auteurs).